# Spindrift Bluff
Das Spindrift Bluff (englisch für Gischtklippe) ist ein etwa 700 m hohes Kliff mit ostwestlicher Ausrichtung im Nordwesten des Palmerlands auf der Antarktischen Halbinsel. Es ragt südlich des Mistral Ridge an der Rymill-Küste auf.
Der British Antarctic Survey nahm zwischen 1971 und 1972 Vermessungen vor. Das UK Antarctic Place-Names Committee benannte es 1980 nach der vom Kliff bei entsprechender Windlage ausgehenden Gischt.